# Fuente SAARC
La Fuente SAARC (en bengalí: নিতুন কুণ্ডু) es un monumento cuyo nombre se origina por el Acrónimo de la Asociación del Asia Meridional para la Cooperación Regional. Se estableció en diciembre de 1985 por los jefes de Estado de Bangladés, India, Pakistán, Sri Lanka, Nepal, Bután y Maldivas. La fuente está ubicada en el Camino pantha en la ciudad de Daca la capital de Bangladés. En vísperas de una Cumbre de esa asociación el gobierno de Bangladés estableció este monumento.
Nitun Kundu un artista de Bangladés lo diseño con su visión e idea creativa. Se hizo solo en acero; y puede ser disfrutado también en la noche, mientras la luz se centra en el agua de la fuente.